# 보일링 포인트 (1993년 영화)
보일링 포인트(Boiling Point)는 프랑스에서 제작된 제임스 B. 해리스 감독의 1993년 액션, 범죄, 드라마 영화이다. 웨슬리 스나입스 등이 주연으로 출연하였고 마크 프리드맨 등이 제작에 참여하였다. 알려진 다른 제목은 머니맨이다.

## 출연

### 주연
- 웨슬리 스나입스
- 데니스 호퍼
- 로리타 다비도비치
- 비고 모텐슨

### 조연
- 세이무어 카셀
- 조나단 뱅스
- 크리스틴 엘리스
- 토니 로 비안코
- 발레리 페린

## 제작진
- 미술: 론 포어먼
- 의상: 몰리 맥기니스
- 배역: 알 가리노